# Nisaetus nanus
Nisaetus nanus е вид птица от семейство Ястребови (Accipitridae). Видът е световно застрашен, със статут Уязвим.

## Разпространение
Видът е разпространен в Бруней, Индонезия, Малайзия, Мианмар и Тайланд.